# Никифоров, Александр Макарович
Александр Макарович Никифоров (26 августа 1800 — 6 мая 1854, Санкт-Петербург) — русский генерал-лейтенант, генерал-кригскомиссар, член Военного Совета

## Биография
Родился 26 августа 1800 года (в РБСП ошибочно указан 1799 год), происходил из дворян Пензенской губернии. Образование получил в Дворянском полку, откуда 25 марта 1819 года был произведён в прапорщики Екатеринославского гренадерского полка. Прослужив в этом полку один год, Никифоров был переведён в лейб-гвардии Гренадерский полк.
Во время русско-турецкой войны 1828—1829 годов Никифоров в чине штабс-капитана находился в отряде, действовавшем на европейском театре войны, причём в 1828 году участвовал в сражениях при осаде крепости Варны, где получил две контузии: одну в голову пулей, а другую в левую ногу картечью. За отличие в этих сражениях был награждён орденом св. Владимира 4-й степени с бантом и 6 декабря 1828 году получил золотую саблю с надписью «За храбрость».
В июле 1829 года состоялось назначение Никифорова на должность старшего адъютанта 1-й гвардейской дивизии, а в августе того же года он был назначен состоять при помощнике Новороссийского и Бессарабского генерал-губернатора, генерал-адъютанте Шеншине для принятия мер к прекращению чумной эпидемии. Он объехал все подвергшиеся в Бессарабии чумной заразе места и осмотрел кордонные стражи по берегам Дуная, Прута и Днепра.
В ноябре 1830 года Никифоров в чине капитана был переведён в лейб-гвардии Преображенский полк. В 1831 году, находясь в составе войск Гвардейского корпуса, Никифоров принимал участие в подавлении польского восстания. За отличие при деревне Желтках и за взятие Варшавы Никифоров был награждён орденом св. Анны 2-й степени с императорской короной.
25 июня 1832 года Никифоров был произведён в полковники с назначением штаб-офицером для особых поручений к генерал-кригскомиссару генерал-адъютанту Шипову. В декабре того же года Никифоров получил должность дежурного штаб-офицера при отдельном Гвардейском корпусе с оставлением в лейб-гвардии Преображенском полку.
В 1835 году Никифоровым была издана «Памятная книжка для нижних чинов», за которую он удостоился Высочайшего благоволения. 6 декабря 1838 года Никифоров был награждён орденом св. Владимира 3-й степени. 3 декабря 1839 года он за беспорочную выслугу 25 лет в офицерских чинах был удостоен ордена св. Георгия 4-й степени (№ 5940 по кавалерскому списку Григоровича — Степанова). В 1840 году, с 18 сентября по 10 октября, Никифоров исполнял должность начальника штаба отдельного Гвардейского корпуса.
16 апреля 1841 года он был произведён в генерал-майоры с назначением состоять при Военном министерстве, а 22 апреля того же года был назначен на должность вице-директора Комиссариатского департамента, которую занимал до 1851 года, причём в декабре 1849 года был произведён в генерал-лейтенанты. 29 апреля 1851 года Никифоров был назначен управляющим Комиссариатского департамента, а в следующем году, 30 марта, состоялось назначение его на должность генерал-кригскомиссара. Последнюю должность он занимал два года, затем был уволен в отпуск для излечения болезни.
25 апреля 1854 г. был назначен членом Военного Совета, но через несколько дней, 6 мая, умер; похоронен в Санкт-Петербурге на кладбище Новодевичьего монастыря.